# Rue Péchoin
La rue Péchoin est une ancienne voie du 19e arrondissement de Paris, en France.

## Situation et accès
La rue Péchoin était située dans le quartier du Combat dans le 19e arrondissement de Paris et reliait la rue Monjol et l'avenue Simon-Bolivar.
Perpendiculaire au boulevard du Combat, qui constituera plus tard une partie du boulevard de la Villette, la rue est située entre la rue Asselin, qui constitue de nos jours le tronçon de la rue Henri-Turot perpendiculaire et adjacent au boulevard de la Villette, et la rue Monjol.

## Historique
La rue est rasée lors de la construction de la rue Burnouf en 1881 et d'habitations à bon marché (HBM) au début des années 1930[réf. nécessaire].